# 브레드보드

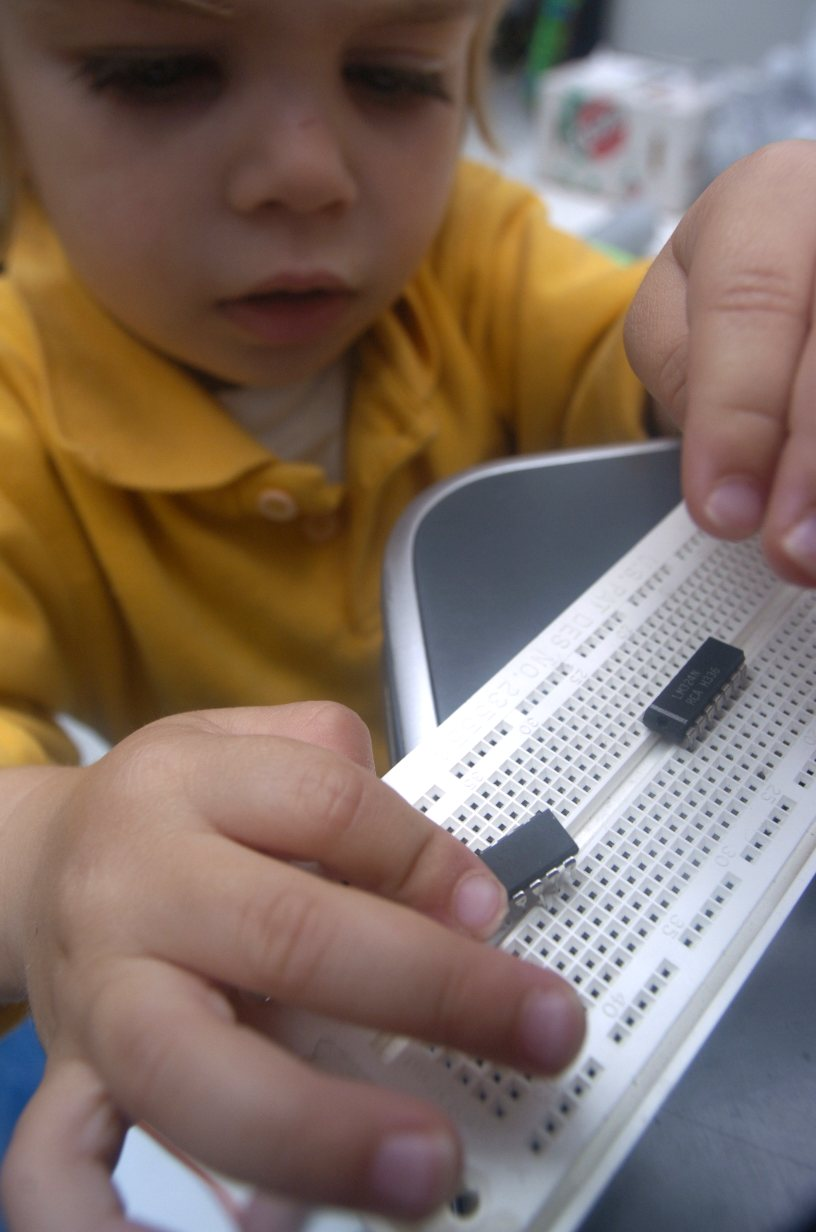
두 개의 딥 집적회로는 배선하기 전에 무땜납 빵판에 삽입된다.

브레드보드(breadboard), 속칭 빵판 또는 빵틀은 전자 회로의 (일반적으로 임시적인) 시제품을 만드는 데 사용하고 재사용할 수 있는 무땜납 장치이다. 이것은 스트립기판(베로보드)과 현저하게 다르며 영구적이거나 1회용 시제품을 만들때 사용하고, 쉽게 재사용할 수 없는, 초기 인쇄회로기판과 비슷하다. 일반적인 브레드보드는 버스 스트립으로 알려진, 내부연결 전기단자의 스트립이 있고, 주 장치의 일부나 격리된 블록처럼 한쪽이나 양쪽은 전원선을 확장하도록 끼워져 있다.
현대의 무납땜 레드보드는 천공아래에 많은 납이 도금된 인청동 스프핑 클립이 있는 플라스틱 천공 블록으로 구성된다. 두개의 일련 패키지(dual in-line package, 약자 DIP)인 집적회로는 블록의 중앙선을 벌려서 삽입할 수 있다. 내부 연결 전선과 (축전기, 저항기, 코일, 등과 같은) 각각 부품 핀은 회로 위상을 완성하기 위해서 여전히 남는 구멍에 삽입할 수 있다. 이렇게, 다양한 전자 시스템은 소형 회로에서 완벽한 중앙 처리 장치(CPU)까지, 시제품화 될 것이다. 그러나, (접점당 2 ~ 25 pF으로 발생되는) 큰 공전 전기 용량 때문에, 무땜납 빵판은 상대적으로 낮은 주파수로 동작이 제한된다. 일반적으로 회로의 특성에 따라서 10 MHz보다 느리게 동작한다.

## 이름의 유래

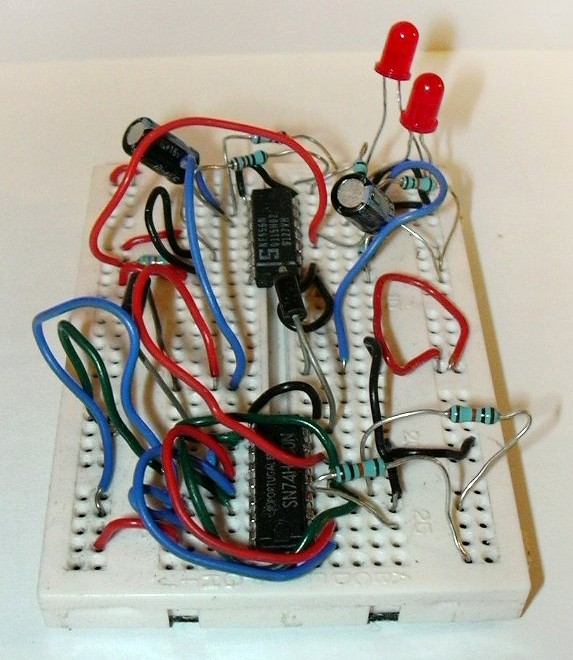
회로가 구성된 브레드보드

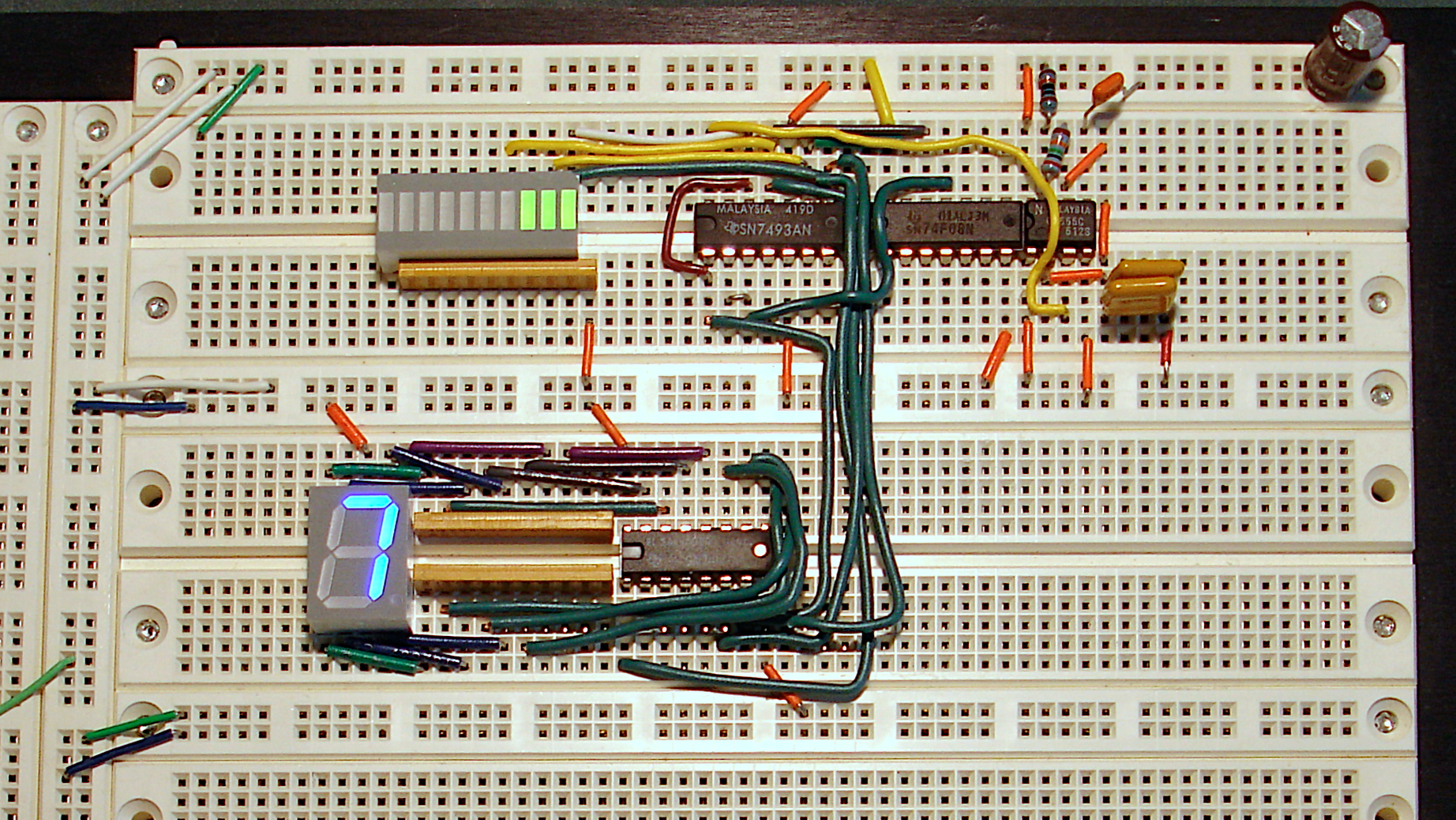
이진 카운터가 결선된 큰 브레드보드

"브레드보드"라는 이름은 점대점 구성의 초기형태에서 이름이 유래되었다. 라디오 초창기에 비전문가는 구리 선이나 단자 스트립을 나무 기판 (글자 그대로 빵을 자르는 식판)에 못박았고, 땜납 전자 부품을 연결하였다. 가끔 도면 다이어그램은 단자, 부품과 전선의 배치를 안내하는 것처럼 기판에 첫 번째로 붙였다.

## 다른 방법

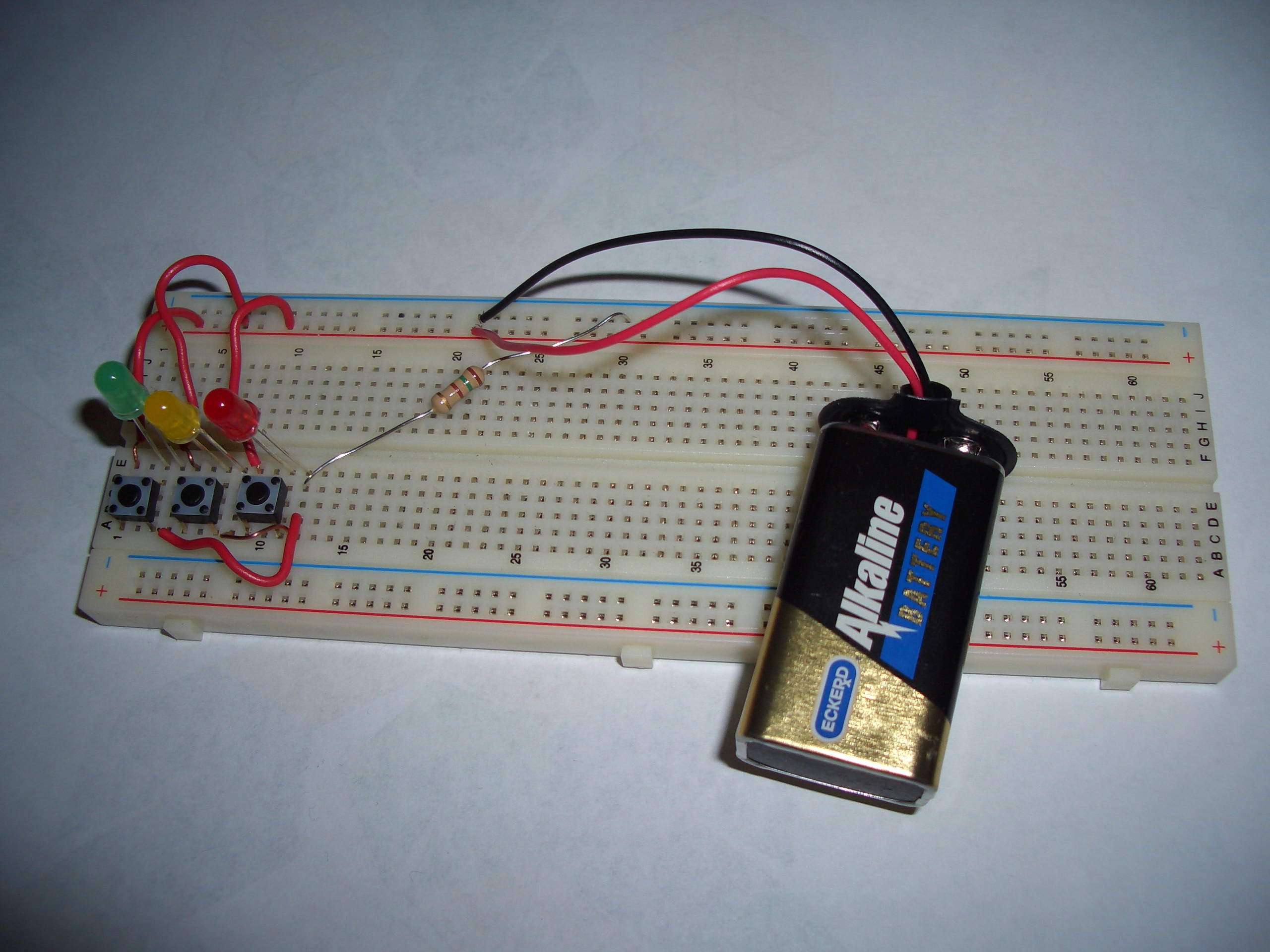
장난감 신호등의 회로를 설계하는 데 사용된 브레드보드. 비효율적인 전원이 사용된 것을 통해 이것이 얼마나 초기 단계의 디자인인지 알 수 있다. 회로가 완성됨에 따라 두 개의 AA건전지와 같은 적당한 전원으로 바뀔 것이다.

시제품을 만드는 다른 방법은 점대점 구성, 초기 빵판의 회상, 전선 랩과, 스트립기판같은 기판이 있다. 수백만의 트랜지스터, 다이오드와 저항기로 구성된 현대의 컴퓨터처럼, 복잡한 시스템은 빵판의 불규칙한 설계가 배치와 디버그가 힘들 수 있는 것처럼, 브레드보드를 사용하여 시제품을 구현하지 않는다. 현대의 회로 설계는 일반적으로 스키메틱 캡처와 시뮬레이션 시스템을 사용하여 개발하고, 첫 번째 시제품 회로가 인쇄회로기판에 제작되기 이전에 소프트웨어 시뮬레이션으로 검사한다. 집적회로 설계는 더 상위버전의 동일한 과정이다: 생산된 시제품 실리콘은 비싸기 때문에, 비싼 소프트웨어 시뮬레이션은 첫 번째 시제품을 제조하기 전에 수행된다. 그러나, 브레드보드 시제품 기술은 광대역 무선 주파수(RF) 회로처럼 어떤 특별한 응용이나, 부품의 소프트웨어 방법이 부정확하거나 완벽하지 않은 곳에 여전히 사용된다.

## 소프트웨어 공학에서 사용되는 용어
(평가 시제품으로도 잘 알려진) 빵판 시제품은 완전한 시스템을 평가하기 위해 소프트웨어를 반복적으로 설계하는 부분이다. 이것은 폐기되는 (종종 개념의 증명과 관련된) 광고용 시제품과 대조된다.

## 트리비아

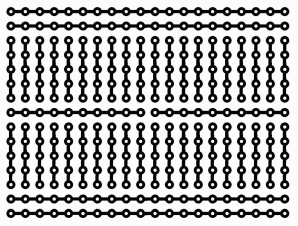
일반적으로 식각된 시제품 인쇄회로기판(PCB)용 구멍모양은 위에서 보여준 브레드보드의 마디 모양을, 90 °회전한 것과 비슷하다.

빵판이란 이름은 나무 판(진짜 "빵을 자르는 도마")을 전자 부품이 납땜될 자리에 작은 청동못이나 압정을 망치질 해서 이용하였던 것에서 유래했다.
즉석 카메라 SX-70용 집적회로는 텍사스 인스투르먼트에서 제조된 특정칩이 제공되기 이전에 빵판을 사용하였다. 4 피트 x 8 피트 조각의 베니어판에 개별적인 부품으로 설계되었다는 소문이 돌았고, 완전한 기능을 갖추었다. 프로젝트는 텍사스 인스투르먼트 공학자만 기능적 특성을 공급하였만, 칩의 기능을 알리지 않아서 그렇게 비밀이었다.

## 같이 보기
- 인쇄 회로 기판
- 스트립기판
- 천공기판
- 반복 설계